# Carthage (Mississippi)
Carthage é uma cidade localizada no estado americano de Mississippi, no Condado de Leake.

## Demografia
Segundo o censo americano de 2000, a sua população era de 4637 habitantes.
Em 2006, foi estimada uma população de 4794, um aumento de 157 (3.4%).

## Geografia
De acordo com o United States Census Bureau tem uma área de
24,3 km², dos quais 24,2 km² cobertos por terra e 0,1 km² cobertos por água. Carthage localiza-se a aproximadamente 107 m acima do nível do mar.

## Localidades na vizinhança
O diagrama seguinte representa as localidades num raio de 28 km ao redor de Carthage.